# سارا سوثرن
سارا سوثرن (بالإنجليزية: Sara Sothern)‏ هي ممثلة أمريكية، ولدت في 21 أغسطس 1895 في أركنساس سيتي في الولايات المتحدة، وتوفيت في 11 سبتمبر 1994 في بالم سبرينغس في الولايات المتحدة.

## وصلات خارجية
- سارا سوثرن على موقع قاعدة بيانات برودواي على الإنترنت (الإنجليزية)